# 버그질라
버그질라(Bugzilla)는 원래 모질라 프로젝트가 개발하여 사용한 웹 기반의 일반 목적의 버그 추적기 및 테스트 도구이다. 현재 모질라 공용 허가서로 사용권이 제공된다.
1998년에 넷스케이프 커뮤니케이션스가 오픈 소스 소프트웨어로 공개하였으며 다양한 단체가 버그 추적 시스템으로 채택하였다. 버그질라는 자유 및 오픈 소스 소프트웨어와 사유의 프로젝트 및 제품 전반에 모두에 쓰인다.

## 역사
버그질라는 테리(Terry Weissman)가 1998년에 Mozilla.org 프로젝트로 작성한 것이다. 원래 Tcl로 작성하였다가, 넷스케이프 초기 오픈 소스 코드의 일부가 떨어져나가면서 테리가 버그질라를 펄로 포팅하기로 결정하였다. 당시 펄이 더 유명한 언어가 될 것으로 보았고 사람들이 이를 계속 사용하면 좋겠다고 생각했다.
버그질라 2.0은 펄로 포팅한 뒤의 결과물이며 익명 CVS를 통하여 대중에게 공개된 첫 버전이다.
버그질라 3.0은 2007년 5월 10일에 출시되었다.
버그질라 4.0은 2011년 2월 15일에 출시되었다.
버그질라 5.0은 2015년 7월 7일에 출시되었다.

## 요구 사항
버그질라의 시스템 요구 사항은 다음과 같다:
- 호환 가능한 데이터베이스 관리 시스템
- 펄 5
- 펄 모듈
- 호환 가능한 웹 서버
- 적절한 메일 전송 에이전트나 SMTP 서버

## 같이 보기
- 분류:컴퓨터 마스코트